# Robert Eduard Loesener
Robert Eduard Loesener (* 13. Februar 1869 in Hamburg; † 24. August 1960 in Burg auf Fehmarn) war ein deutscher Reeder und Kaufmann.

## Leben

### Familie
Robert Eduard Loesener war Sohn des Hamburger Kaufmannes Friedrich Leopold Loesener (1834–1903) und der Crisca Sloman (1841–1933), Tochter des Hamburger Reeders Robert Miles Sloman. Ab 1894 verheiratet mit Sophie Elisabeth Godeffroy (genannt Elsa), und in zweiter Ehe mit Eleonore Hauswaldt (1898–1978), Nachkommin von Johann Wilhelm Hauswaldt aus Braunschweig. Die erste Ehe verblieb kinderlos, aus der zweiten Ehe gingen zwei Töchter hervor.

### Werdegang
Nach dem Besuch des Realgymnasiums folgte eine Lehre zum Kaufmann bei Hengstenberg & Co. in Hamburg. Nach einer Tätigkeit bei Albrecht & Co. in Liverpool absolvierte Loesener seine Dienstzeit beim Husaren-Regiment „Königin Wilhelmina der Niederlande“ (Hannoversches) Nr. 15 in Wandsbek. Schließlich begann er im großväterlichen Betrieb, bei der Hamburger Reederei Rob. M. Sloman & Co. oHG.
Neben seiner Tätigkeit in der familieneigenen Reederei engagierte sich Loesener im Laufe seines Lebens in diversen geschäftlichen Unternehmungen, die unter dem Dach der Reederei Rob. M. Sloman oder selbständig realisiert wurden, darunter in das Deutsche Kohlen Depot GmbH zur Versorgung deutscher Dampfer in der Levante, in Gesellschaftsreisen (in Zusammenarbeit mit dem Reisebüro Carl Stangen in Hamburg) und in die Selbstfahrerunion e.V., Deutschlands erste Autovermietung aus der später die CITAG und dann Europcar hervorgingen. Weiterhin hielt er Beteiligungen an der Union AG sowie an Eisen- und Kupferminen bei Follonica an der italienischen Küste. Charakteristisch für diese Unternehmungen war ein andauernder Konkurrenzkampf mit Albert Ballin und der HAPAG sowie die konsequente Einbindung der Familie Godeffroy.
Für seine Bemühungen um den Rücktransport der deutschen Truppen aus China im Rahmen der sog. China-Expedition 1897 erhielt er im Jahr 1902 die von Kaiser Wilhelm II. gestiftete China-Denkmünze sowie 1903 den Roten Adler-Orden vierter Klasse.

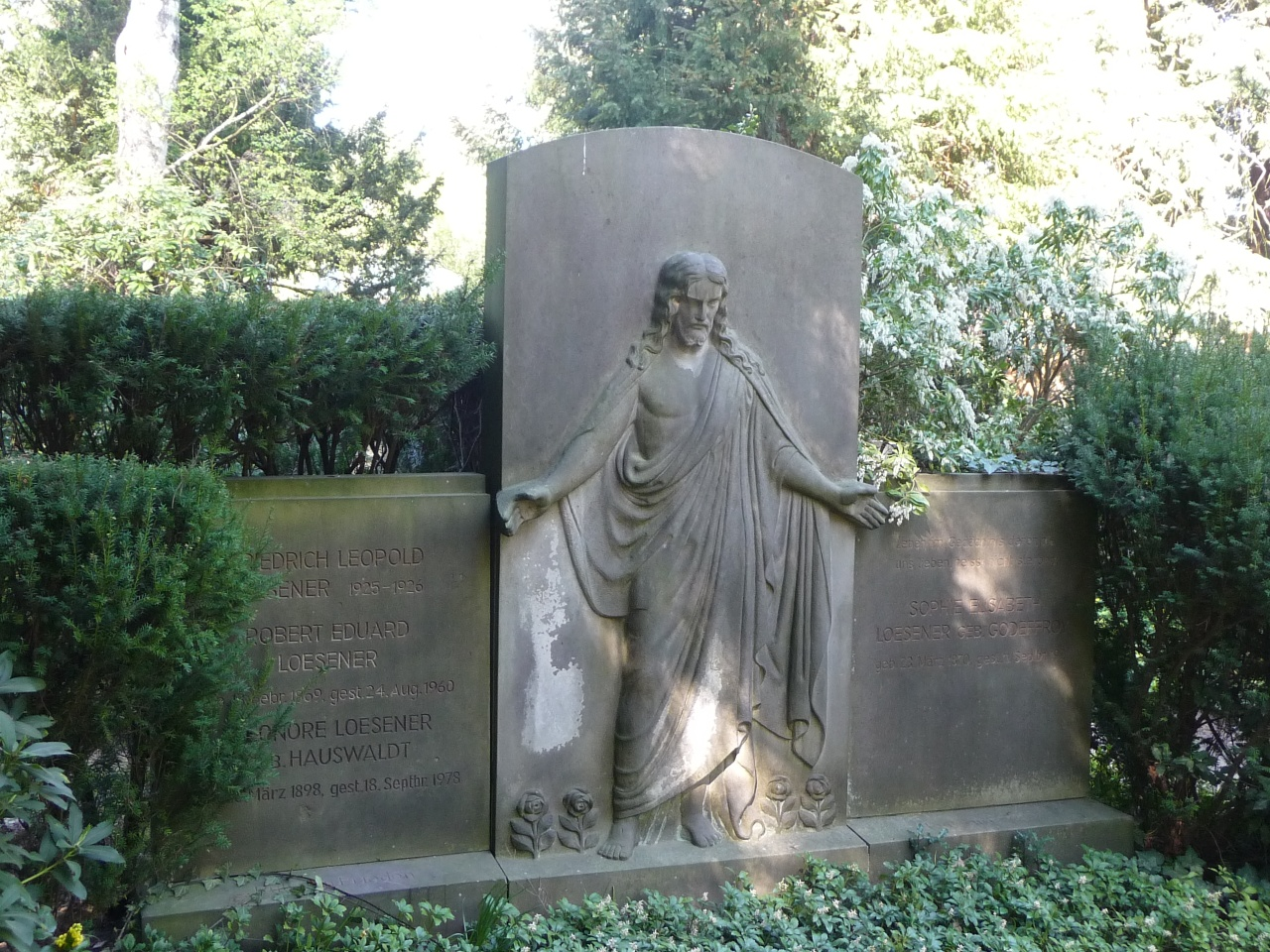
Grabmal der Familie Loesener auf dem Nienstedtener Friedhof in Hamburg

Vermögenshandbücher jener Zeit zählen Loesener neben Erich Laeisz und Wilhelm Anton Riedemann regelmäßig zur führenden finanz- und industriellen Aristokratie Hamburgs. Der wirtschaftliche Abstieg Loeseners und seiner zahlreichen Unternehmungen wurde maßgeblich durch den Kollaps des sog. Fürstenkonzerns/Fürstentrusts unter Leitung von Christian Kraft zu Hohenlohe-Öhringen und Max Egon II. zu Fürstenberg verursacht.
Nach dem Ende des Ersten Weltkriegs zog sich Loesener auf den Katharinenhof auf der Insel Fehmarn zurück, den er 1917 erworben hatte. Seine Leidenschaft für die Seefahrt teilte er später vor allem mit seinem Schwiegersohn Georg-Wilhelm Schulz, der während des II. Weltkrieges Kapitänleutnant und Kommandant U 124 war.
Robert Loesener und dessen Frau Elisabeth wurden auf dem Nienstedtener Friedhof in Hamburg bestattet. Den Grabstein schmückt ein Relief, das Bertel Thorvaldsens bekannter Statue aus der Kopenhagener Vor Frue Kirke (des dänischen Architekten Christian Hansen) nachempfunden ist.

## Segelyachten
Bekannt wurde Loesener auch als aktiver Sportsegler. Zwischen 1895 und 1916 kaufte er ca. zwei Segelyachten im Jahr, die er erfolgreich bei nationalen und internationalen Regatten segeln ließ. In der Regel handelte es sich bei seinen Yachten um Maßanfertigungen bekannter Konstrukteure wie Linton Hope, William Fife III, George Lennox Watson, Charles Sibbick und Nathanael Herreshoff. Durch einen Tausch übernahm Loesener die Vineta, die eigens für Kaiser Wilhelm II. nach Plänen Watsons in Kiel gebaut worden war. Andere bekannte Yachten in seinem Besitz waren die Sorceress (1894) von Linton Hope, die Tatters (1895/6) von Charles Sibbick sowie die Elisabeth I. (1894/5) von William Fife. Eine seiner späteren Yachten segelt heute noch in dänischen Gewässern.
Robert Loesener war ständiges Mitglied des Kaiserlichen Yachtclubs (KYC) und des Norddeutschen Regattavereins (NRV).
Um seines Ziels, „den Yachtkonstrukteuren in Deutschland stets neue Anregungen für Neubauten“ zu geben, auch weiterhin zu gedenken, wurde 2005 der Ehrenpreis des Freundeskreises Klassische Yachten (FKY) gestiftet. Seither wird mit dem Preis jährlich eine Person geehrt, die sich in der Öffentlichkeit besonders für die Wertschätzung der klassischen Yachten starkgemacht hat.